# Reinhold Sadler
Reinhold Sadler (ur. 10 stycznia 1848 w Czarnkowie – zm. 30 stycznia 1906) – dziewiąty gubernator Nevady.
Emigrował do Virginia City w późniejszym hrabstwie Eureka
Po dwóch nieudanych kampaniach do władz stanowych – w 1895 roku został wybrany zastępcą gubernatora z ramienia Srebrnej Partii. Po śmierci Johna E. Jonesa został pełniącym obowiązki gubernatora. W 1898 roku wygrał wybory. Sprawował urząd przez jedną kadencję, po której zakończeniu wrócił do Eureka, gdzie zmarł.